# Rafael Higinio Orozco
Rafael Higinio Orozco y Orozco (* 19. Jahrhundert in Arandas, Jalisco; † 22. Dezember 1970 in León, Guanajuato) war ein mexikanischer Fußballspieler und -trainer. Außerdem war er der erste Präsident in der Geschichte des Club Deportivo Guadalajara, dem er von 1908 bis 1911 vorstand. 
Auf der Suche nach Arbeit verließen Rafael Orozco und sein Bruder Gregorio 1906 ihren ländlichen Geburtsort Arandas und immigrierten nach Guadalajara. Dort fand Rafael eine Anstellung in dem Bekleidungsunternehmen Fábricas de Francia, während Gregorio eine Niederlassung der in der Hauptstadt ansässigen Lebensmittelkette Almacenes Ciudad de México gründete.
Zur Präsidentschaft des damals noch als Guadalajara Football Club firmierenden Vereins kam Rafael vermutlich deshalb, weil sein Bruder Gregorio – der zusammen mit dem aus Belgien immigrierten Edgar Everaert und dem französischstämmigen Calixto Gas als das eigentliche Gründertrio des CD Guadalajara gilt – ebenfalls im Jahr 1908 auch an der Gründung der Liga Amateur de Jalisco beteiligt war und deren erster Vorsitzender wurde. Offensichtlich sollte vermieden werden, dass der Vorsitzende der Liga auch Vorsitzender eines am Ligabetrieb teilnehmenden Vereins war.
Die Orozco-Brüder gehörten zur Stammformation des 1906 als Club Unión gegründeten und 1908 in Guadalajara FC umbenannten Vereins. Rafael Higinio Orozco spielte ausschließlich für diesen Verein, war lange Mannschaftskapitän und nach seiner aktiven Karriere noch als Trainer beim Guadalajara FC tätig.